# Éteignières
Éteignières település Franciaországban, Ardennes megyében. Lakosainak száma 469 fő (2022. január 1.). Éteignières Auvillers-les-Forges, Girondelle, Maubert-Fontaine, Neuville-lez-Beaulieu, Regniowez és Taillette községekkel határos.

## Népesség
A település népességének változása:
| Lakosok száma | 454  | 385  | 355  | 447  | 534  | 524  | 516  | 508  | 495  | 469  |
|               | 1968 | 1982 | 1990 | 2006 | 2013 | 2015 | 2017 | 2019 | 2020 | 2022 |